# Il cavaliere d'Harmental
Il cavaliere d'Harmental è il primo romanzo storico di Alexandre Dumas e segna anche la nascita del connubio vincente con Auguste Maquet, la cui collaborazione ha portato alla luce i grandi romanzi firmati dallo stesso autore. Fu scritto nel 1842, due anni prima de I tre moschettieri.

## Trama
Il romanzo è ambientato in una Parigi del 1718, scossa dagli eventi più turbolenti. La morte di Luigi XIV ha consegnato l'eredità del trono ad un bambino, troppo piccolo per poter esercitare il potere e, pertanto, la reggenza viene assunta dal duca Filippo d'Orléans. Tuttavia una fazione della nobiltà, con a capo la potente e affascinante Madame du Maine, ne contesta la legittimità e cospira ad insaputa del reggente.
Protagonista di questa storia è un giovane gentiluomo proveniente dalla provincia di Nevers di nome Raoul d'Harmental che prenderà parte alla congiura che passò alla storia come la congiura di Cellamare e ne occuperà un ruolo di grande importanza, mettendo a rischio la propria vita.